# Coloni FC187
A Coloni FC187 egy Formula–1-es versenyautó, amit a Coloni csapat tervezett és versenyeztetett az 1987-es Formula–1 világbajnokság során. Egyetlen pilótája Nicola Larini volt. A csapat mindössze két nagydíjhétvégére nevezett be vele.

## Áttekintés
Tervezője Roberto Ori volt, egy fiatal mérnök, aki korábban a Dallarának dolgozott. Megépítésekor szempont volt, hogy már megfeleljen az 1988-tól életbe lépő szabályváltoztatásoknak is. Jellegzetessége volt, hogy nem volt légbeömlőnyílása, a motorburkolata pedig teljesen lapos volt, már amikor éppen rajta volt az autón. Akárcsak a legtöbb kiscsapat autóit, úgy a Colonit is a Ford-Cosworth DFZ motorok hajtották.
Mindössze egyetlen autó készült, amelyet élénksárgára festettek; ez lett a Coloni hivatalos színe a sportágban. Az autó 1987 nyarára készült el, tehát a csapat az idény első felét teljes egészében kihagyta. Eredetileg Franco Scapini lett volna a versenyzőjük, de ő nem kapott szuperlicenszet. Helyette került be Larini, akinek az olasz nagydíjon, marketingszempontokat figyelembe véve, már el kellett indulnia, pedig az autó még mindig nem volt teljesen kész. Kvalifikálni nem tudott, 2 másodperccel volt lassabb a bejutó időtől, és tizenkettővel a pole-időtől. Emiatt a soron következő portugál nagydíjat ki is hagyták és további változtatásokat eszközöltek. A spanyol nagydíjra beneveztek, és itt Larini már sikeresen kvalifikált. Versenye azonban nem tartott sokáig, mert eltört a felfüggesztése és ki kellett állnia. Az utazási költségek miatt a Coloni kihagyta a hátralévő három futamot, így számukra ennyi volt az idény.
Az autót 1988-ra ismét átalakították és mint FC188 versenyeztették.

## Eredmények
| Év   | Csapat        | Motor             | Gumik | Pilóták       | 1   | 2   | 3   | 4   | 5   | 6   | 7   | 8   | 9   | 10  | 11  | 12  | 13  | 14  | 15  | 16  | Pontok | Helyezés |
| ---- | ------------- | ----------------- | ----- | ------------- | --- | --- | --- | --- | --- | --- | --- | --- | --- | --- | --- | --- | --- | --- | --- | --- | ------ | -------- |
| 1987 | Coloni Racing | Ford-Cosworth DFZ | G     |               | BRA | SMR | BEL | MON | DET | FRA | GBR | GER | HUN | AUT | ITA | POR | ESP | MEX | JPN | AUS |        |          |
| 1987 | Coloni Racing | Ford-Cosworth DFZ | G     | Nicola Larini |     |     |     |     |     |     |     |     |     |     | NK  |     | KI  |     |     |     | 0      | -        |